# LIVE ACT TULIP IN SUZURAN 2
『LIVE ACT TULIP IN SUZURAN 2』（ライヴ アクト チューリップ イン すずらん2）は、チューリップのライブアルバム。1980年10月21日発売。

## 解説
2年ぶり2度目の鈴蘭高原でのライブイベントを収録したアルバム。
なお、このライブはファンの間では有名で「雨の鈴蘭」と言われている。
土砂降りの中で行われたため、夜の高原ということもあり気温が下がり、内容を大幅に変更しなければならない状況であったにかかわらず、それをものともしない盛り上がりを垣間見る事が出来る。
また、発売当時はLPでの発売はされず、カセットテープのみが発売された（その後は一度CD化されたのみである）。

## 収録曲

### カセットテープ
SIDE 1
1. Shooting Star
  - 作詞／作曲：財津和夫　ボーカル：財津和夫
  - この日にお披露目された楽曲で、後のチューリップのライブにおいて欠かせない楽曲となる。
  - 歌詞はこの時点では未完成で、1番と2番は同じ歌詞の繰り返し、3番は1番及び2番の歌詞を小変更するに留まったものになっている。
2. 虹とスニーカーの頃
  - 作詞／作曲：財津和夫　ボーカル：財津和夫
3. 愛のかたみ
  - 作詞／作曲：財津和夫　ボーカル：財津和夫
4. 娘が嫁ぐ朝
  - 作詞／作曲：財津和夫　ボーカル：財津和夫
5. あなたへのパスポート
  - 作詞：上田雅利／作曲：安部俊幸　ボーカル：安部俊幸・姫野達也
6. セクシー・ペティキュア
  - 作詞／作曲：安部俊幸　ボーカル：安部俊幸
  - 安部はこれ以降、1曲通してメインボーカルをとることはなくなり、再びチューリップのライブでメインボーカルをとったのは、再結成後の2000年から始まったツアーだった。

SIDE 2
1. 博多っ子純情
  - 作詞：安部俊幸／作曲：姫野達也　ボーカル：姫野達也
2. 電車
  - 作詞：安部俊幸／作曲：姫野達也　ボーカル：姫野達也
3. Wake Up　※財津のソロ楽曲
  - 作詞／作曲：財津和夫　ボーカル：財津和夫
4. いま、友へ
  - 作詞／作曲：財津和夫　ボーカル：財津和夫
5. ここはどこ
  - 作詞：安部俊幸／作曲：姫野達也　ボーカル：姫野達也
6. 風のメロディ
  - 作詞：財津和夫／作曲：財津和夫・姫野達也　ボーカル：財津和夫・姫野達也
7. 一本の傘
  - 作詞／作曲：財津和夫　ボーカル：姫野達也
  - オリジナルではツインボーカルだが、このライブでは姫野のソロボーカルとなっている。

SIDE 3
1. 青春の影
  - 作詞／作曲：財津和夫　ボーカル：財津和夫
2. 逃避行　※財津のソロ楽曲
  - 作詞／作曲：財津和夫　ボーカル：財津和夫
3. The 21st Century Hobo
  - 作詞／作曲：財津和夫　ボーカル：財津和夫
4. Give me a chance
  - 作詞／作曲：財津和夫　ボーカル：財津和夫
5. Silent Love
  - 作詞／作曲：財津和夫　ボーカル：財津和夫
6. Blue Eyes（この小さな星のうえで）
  - 作詞／作曲：財津和夫　ボーカル：財津和夫
7. I am the Editor（この映画のラストシーンは、ぼくにはつくれない）
  - 作詞／作曲：財津和夫　ボーカル：財津和夫
8. I need you and You　※財津のソロ楽曲
  - 作詞／作曲：財津和夫　ボーカル：財津和夫

SIDE 4
1. 二人だけの夜　※財津のソロ楽曲
  - 作詞／作曲：財津和夫　ボーカル：財津和夫
2. あのバスを停めて!
  - 作詞：安部俊幸／作曲：姫野達也　ボーカル：財津和夫
3. 新しい地球をつくれ
  - 作詞／作曲：財津和夫　ボーカル：財津和夫
4. ハーモニー
  - 作詞／作曲：財津和夫　ボーカル：財津和夫
5. 銀の指環
  - 作詞／作曲：財津和夫　ボーカル：姫野達也
6. 夢中さ君に
  - 作詞／作曲：財津和夫　ボーカル：財津和夫
7. 魔法の黄色い靴
  - 作詞／作曲：財津和夫　ボーカル：財津和夫
8. 人生ゲーム  作詞／作曲：財津和夫　ボーカル：財津和夫～光の輪　※財津のソロ楽曲  作詞／作曲：財津和夫　ボーカル：財津和夫

### CD

#### DISC.1
1. MC
2. Shooting Star
3. 虹とスニーカーの頃
4. 愛のかたみ
5. 娘が嫁ぐ朝〜MC
6. あなたへのパスポート
7. セクシー・ペティキュア
8. 博多っ子純情
9. 電車
10. Wake Up
11. いま、友へ
12. ここはどこ〜MC
13. 風のメロディ
14. 一本の傘

#### DISC.2
1. 青春の影
2. 逃避行　※財津のソロ楽曲
3. The 21st Century Hobo
4. Give me a chance
5. Silent Love
6. Blue Eyes（この小さな星のうえで）
7. I am the Editor（この映画のラストシーンは、ぼくにはつくれない）
8. I need you and You

#### DISC.3
1. 二人だけの夜
2. あのバスを停めて!
3. 新しい地球をつくれ
4. ハーモニー
5. 銀の指環
6. 夢中さ君に
7. 魔法の黄色い靴
8. 人生ゲーム
9. ～光の輪

## 発売履歴
| 発売日         | レーベル                     | 品番 | 規格品番     |
| -------------- | ---------------------------- | ---- | ------------ |
| 1980年10月21日 | 東芝EMI / EXPRESS            | CT   | ZT23-671     |
| 1993年9月29日  | 東芝EMI / EXPRESS            | CD   | TOCT-8158-60 |
| 2023年4月26日  | ビクター・エンタテインメント | 配信 |              |